# Tobias Kästli
Tobias Kästli (* 1946 in Biel) ist ein Schweizer Autor, Historiker und Publizist.
Tobias Kästli studierte Geschichte, Literaturgeschichte, Politikwissenschaft und Philosophie an der Universität Bern und an der FU Berlin. Nachdiplomstudium an der École Pratique des Hautes Études (6ième Séction) in Paris. 1978 Gründung eines Journalistenbüros in Bern zusammen mit zwei Kollegen und einer Kollegin. Beiträge für diverse Zeitungen und fürs Radio. 

## Schriften (Auswahl)
- Das rote Biel 1919–1939. Probleme sozialdemokratischer Gemeindepolitik. Bern 1988, ISBN 3-905600-00-5.
- Die Vergangenheit der Zukunftsstadt. Arbeiterbewegung, Fortschritt und Krisen in Biel 1815–1919. Bern 1989, ISBN 3-905600-01-3.
- Emil Zbinden. Zeichner, Holzschneider und Typograph. Zürich 1991, ISBN 3-85791-186-7.
- Ernst Nobs: vom Bürgerschreck zum Bundesrat. Ein politisches Leben. Zürich 1995, ISBN 3-280-02334-3.
- Die Schweiz – eine Republik in Europa, Geschichte des Nationalstaats seit 1798. Zürich 1998, ISBN 3-85823-706-X.
- Selbstbezogenheit und Offenheit, Die Schweiz in der Welt des 20. Jahrhunderts. Zürich 2005, ISBN 3-03823-141-X.
- Bieler Geschichte, 2 Bde. (Koautor). Baden 2013, ISBN 978-3-03919-289-2.
- Bözinger Geschichte. Biel 2016, ISBN 978-3-905689-79-2.
- Die Integration Biels und des Juras in den Kanton Bern, in: De la crosse à la croix, L’ancien Évêché de Bâle devient suisse. Delémont 2018, ISBN 978-2-88930-170-6.
- Kleine Geschichte der Stadt Biel, Ein historischer Stadtführer. Bern 2022, ISBN 978-3-85911-905-5.